# Lijst van ridders grootkruis in de Orde van Oranje-Nassau

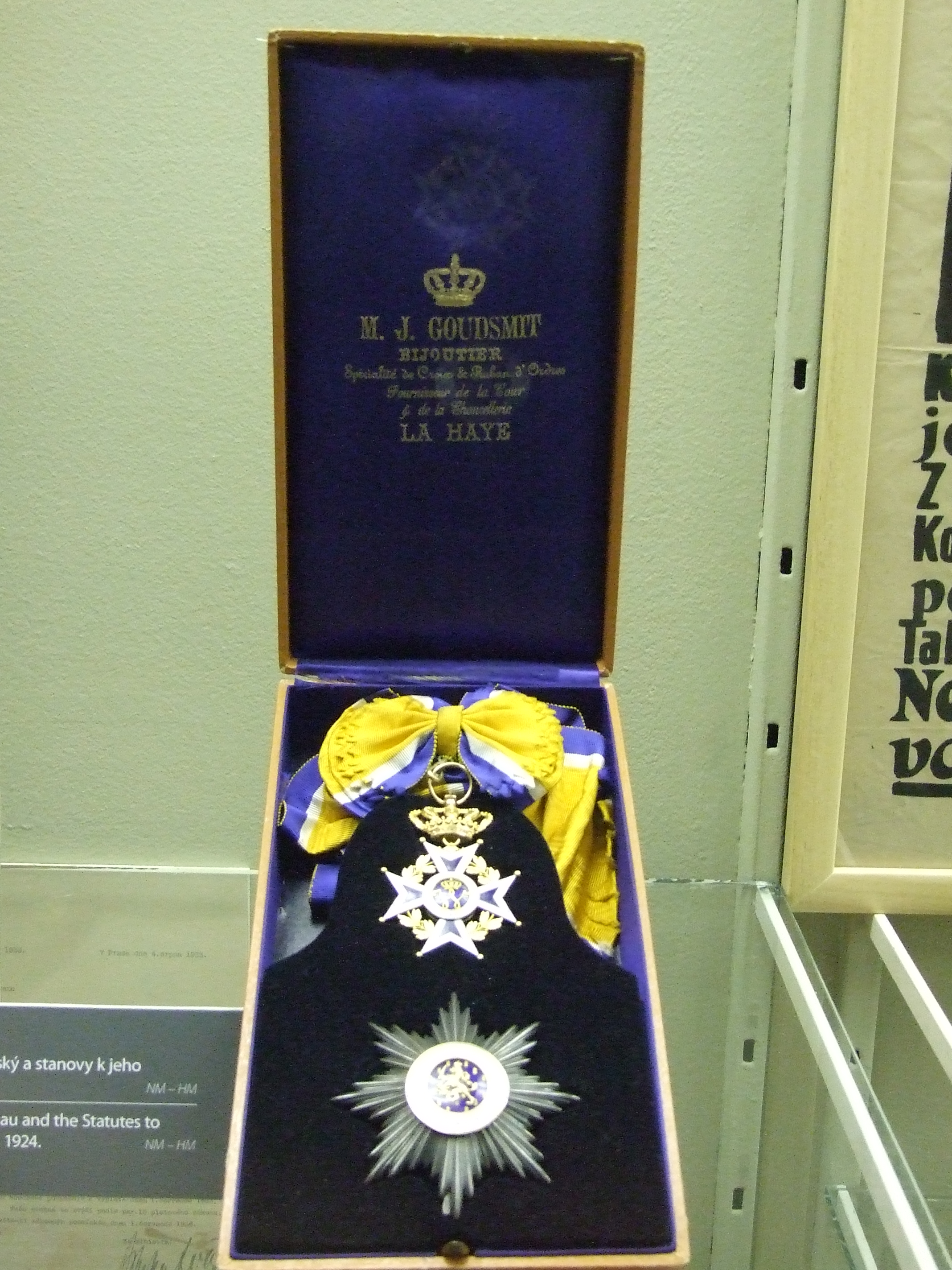
Versierselen behorend bij ridder grootkruis in de Orde van Oranje-Nassau

Dit is een lijst van in de Nederlandstalige Wikipedia opgenomen gedecoreerden als ridder grootkruis in de Orde van Oranje-Nassau.

## A
- Shinzo Abe (2014)
- Dries van Agt (1982)
- Bernardus Alfrink (1963)
- Bert Anciaux (2008)
- Frans Andriessen (1993)

## B
- François Bacqué (2011)
- Robert Baden-Powell (1932)
- Jan Peter Balkenende (2010)
- Hendrik Banning (1958)
- José Manuel Barroso (1992)
- Louis Beel (1958)
- Albert II van België
- Filip van België (1993)
- Mathilde van België
- Xavier Bettel (2018)
- Barend Biesheuvel (1991)
- Hans van den Broek (1993)

## C
- Jo Cals (1963)
- Andrew Carnegie (1913)

## D
- Jan Donner (1961)
- Benedikte van Denemarken
- Pieter De Crem
- Alexander De Croo (2023)
- Herman De Croo
- Armand De Decker

## G
- Willem van Goltstein van Oldenaller (1898)
- Andries Cornelis Dirk de Graeff (1931)
- José Ángel Gurría (2015)

## H
- Hamengkubuwono IX (1971)
- Jaap de Hoop Scheffer (2009)

## I
- Alexander Willem Frederik Idenburg (1916)

## J
- Piet de Jong (1971)

## K
- Abraham van Karnebeek (1913)
- Begum Ra'ana Liaquat Ali Khan (1961)
- Eelco van Kleffens (1949)
- Marga Klompé (1971)
- Wim Kok (2002)
- Jan de Koning (1989)
- Neelie Kroes (2015)

## L
- Wilhelmus Frederik van Leeuwen (1928)
- Piet Lieftinck (1979)
- John Loudon (1930)
- Stéphanie van Luxemburg (2018)
- Willem van Luxemburg (2012)
- Edmond Leburton

## M
- Douglas MacArthur
- René de Marees van Swinderen (1923)
- Hendrik van Mecklenburg-Schwerin
- Guy Mertens
- Edgar Michiels van Verduynen (1949)
- Hubertus van Mook (1947)
- Ernest Mühlen
- Wilfried Martens
- Louis Michel

## N
- Tarquinius Noyon
- Haakon Magnus van Noorwegen (met de zwaarden)
- Mette-Marit van Noorwegen
- Chester Nimitz

## O
- Pieter Oud (1957)
- Emma van Oranje-Nassau

## P
- Eva Perón (1951)
- Jean-Baptiste Piron
- René Pleven
- Prosper Poullet
- David Petraeus (2012)
- Karl Otto Pöhl (1992)

## R
- Anders Fogh Rasmussen (2014)
- Jüri Ratas (2018)
- Didier Reynders (2016)
- Willem Frederik Rochussen (1901)
- Herman van Roijen (1969)
- Bram Rutgers (1954)

## S
- Thaksin Shinawatra (2004)
- Adrianus Simonis (2007)
- Josef van Schaik (1954)
- Norbert Schmelzer (1991)
- Johan Willem Meinard Schorer (1898)
- Saulius Skvernelis (2018)
- Cristina van Spanje (1985)
- Elena van Spanje (1985)
- Felipe van Spanje
- Fons van der Stee (1982)
- Dirk Stikker (1965)
- Jens Stoltenberg (2024)
- Wolfgang Schäuble (2018)
- René de Marees van Swinderen (1923)

## T
- Herman Tjeenk Willink (2012)
- Jean-Claude Trichet (2011)

## V
- Gerard Veldkamp (1967)
- Ronald Venetiaan (1978)
- Gustave Marie Verspyck
- Herman Van Rompuy (2014)
- Geeraard Van Den Daele

## W
- Koning Charles III (titel verkregen voor zijn koningschap)
- Willem Marcus van Weede van Berencamp
- Diana Windsor
- Johannes Willebrands

## Y
- Masaaki Yamazaki (2014)

## Z
- Jelle Zijlstra (1967)